# Фернанда Рібейру
Фернанда Рібейру (порт. Fernanda Ribeiro, 23 червня 1969) — португальська легкоатлетка, олімпійська чемпіонка.

## Виступи на Олімпіадах
| Олімпіада      | Дисципліна           | Місце      |
| -------------- | -------------------- | ---------- |
| Сеул 1988      | біг на 3000 метрів   | 13 h1 r1/2 |
| Барселона 1992 | біг на 3000 метрів   | 9 h2 r1/2  |
| Атланта 1996   | біг на 10 000 метрів | 1          |
| Сідней 2000    | біг на 10 000 метрів | 3          |
| Афіни 2004     | біг на 10 000 метрів | участь     |